# François de Vicq

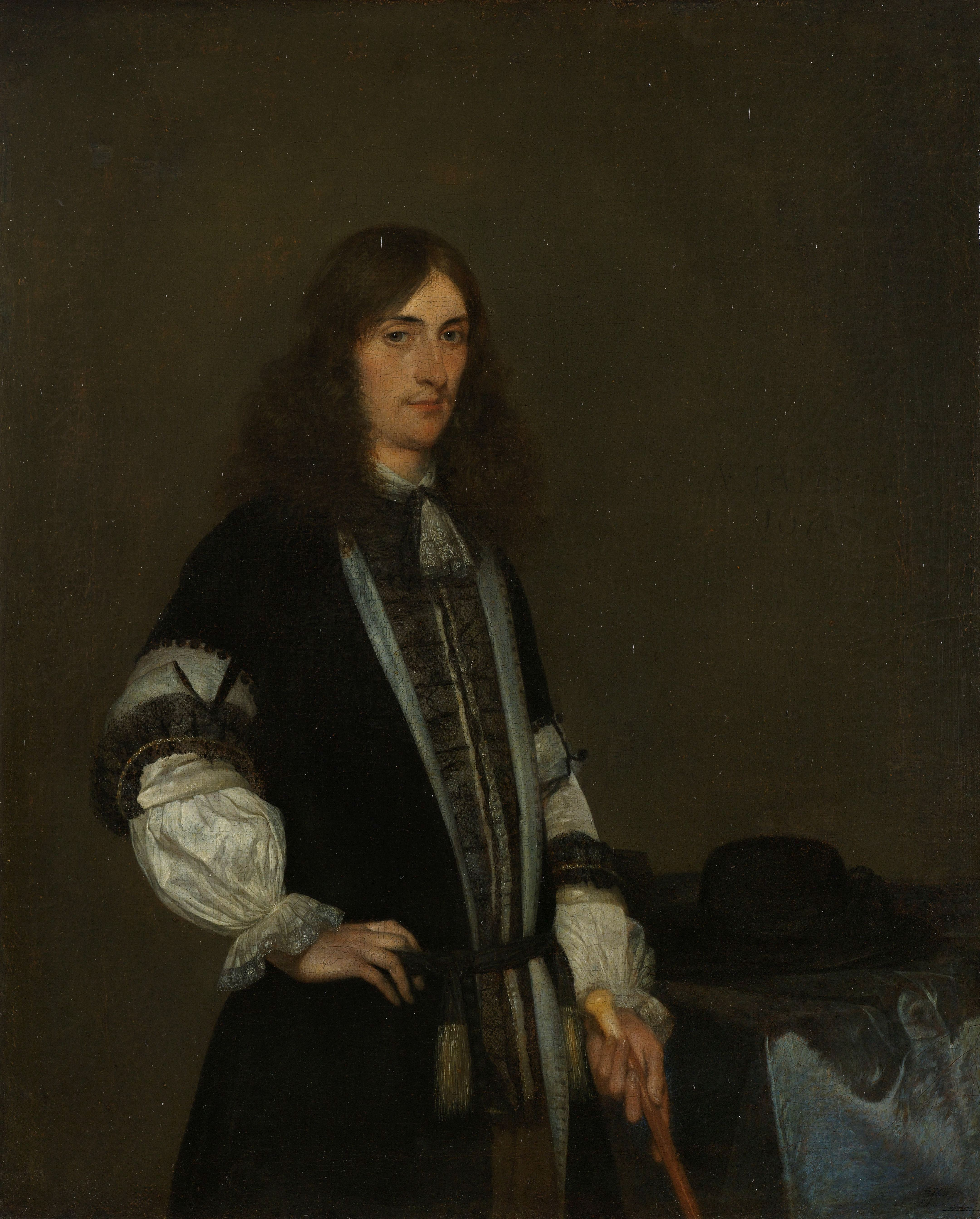
François de Vicq, gemalt von Gerard ter Borch

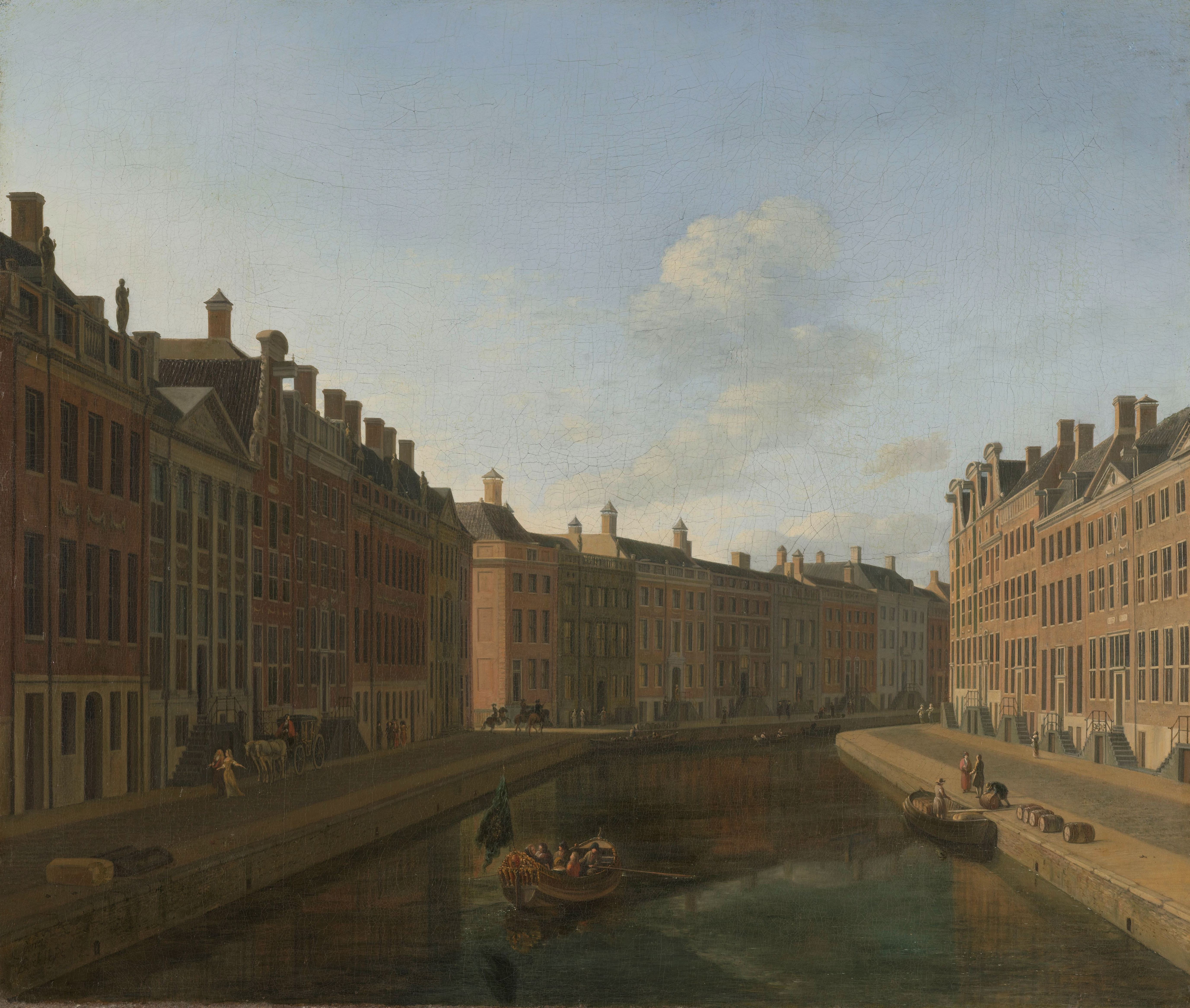
De bocht van de Herengracht te Amsterdam, gemalt von Gerrit Berckheyde (1685). Das zweite Haus links ist im Besitz von De Vicq gestanden.

François de Vicq (* 9. August 1646 in Amsterdam; † 22. September 1707 ebenda) war ein holländischer Patrizier, Verwalter und Politiker.

## Biografie
Siehe auch: Regent von Amsterdam
François entstammte dem Geschlecht De Vicq und war der Sohn des Patriziers François de Vicq (1603–1678). Nach dem Studium an der Universität Leiden vermählte er sich im Jahre 1667 mit Aletta Pancras. Im Jahre 1670 wurden beide durch Gerard ter Borch gemalt. 1671 war er Deichgraf und Vogt des Watergraafsmeer. 1673 wurde De Vicq Schepen der Stadt und nach des Vaters Tod übernahm er dessen Sitz in der Vroedschap. Zwischen 1679 und 1707 war er Ratsherr Amsterdams. Als Verwalter und Hauptpraktikant der Niederländischen Westindien-Kompanie ist er seit 1675 aufgetreten. Im Jahre 1687 war er einer der Begründer und ersten Direktoren der Sozietät von Suriname. 1694 wurde De Vicq erstmals zum Schout ernannt. In den Unruhen des Jahres 1696 wurde sein Stadthaus in der Gouden Boucht von Soldaten bewacht. Im Folgejahr wurde er zum ersten Mal zum Bürgermeister gewählt. De Vicqs weitere Ernennungen fielen in die Jahre 1700 und 1706. Zwischen den beiden Jahren als Bürgermeister war er wiederum als Schout im Amt. In den Jahren 1698 und 1699 war er Deputierter im Raad van State. In seinem Todesjahr hatte er die Ämter eines Hoofdingeland (höchster Rang der Deichverwaltung) und eines Schatzmeisters der Stadt Amsterdam inne.